# Timothé Luwawu-Cabarrot
Timothé Luwawu-Cabarrot, ou Timothé Luwawu, né le 9 mai 1995 à Cannes dans les Alpes-Maritimes, est un joueur international français de basket-ball évoluant au poste d'ailier.

## Biographie

### Mega Leks (2015-2016)
Le 28 mars 2015, il annonce qu'il se présente à la draft 2015 de la NBA mais il décide de retirer son nom.
En mars 2016, il est choisi dans le meilleur cinq de la saison régulière 2015-2016 en Ligue adriatique avec Miro Bilan le MVP de la saison régulière, Tadija Dragićević, Jacob Pullen et Maik Zirbes.
Le 11 avril 2016, après une saison accomplie en Ligue adriatique, il se présente à la draft 2016 de la NBA.

### 76ers de Philadelphie (2016-2018)
Le 23 juin 2016, il est choisi en 24e position lors de la draft 2016 de la NBA par les 76ers de Philadelphie. Le 3 juillet 2016, il signe un contrat de 2 ans, plus 2 ans en option, avec les 76ers de Philadelphie. Le 29 octobre 2016, il débute sous le maillot des Sixers contre les Hawks d'Atlanta. Il inscrit ses premiers points en NBA le 7 novembre 2016 face au Jazz de l'Utah.
Après un début de saison au faible temps de jeu et même trois rencontres en D-League, il obtient un temps de jeu plus important : de 6 minutes en novembre, il passe à 16 minutes en février. Conseillé par le vétéran Gerald Henderson, il progresse et réussit 10 points le 3 mars face aux Knicks de New York. Quelques jours plus tard, le 12 mars 2017, il inscrit même 18 points en 27 minutes contre les Lakers de Los Angeles, ce qui lui vaut les compliments de son entraîneur Brett Brown : « C’est très rare pour un joueur choisi aussi bas dans la draft de jouer autant que lui (...) Les blessures et le contexte de cette fin de saison pour nous lui donnent du temps de jeu et il le mérite. Il est toujours resté à fond, en s’entraînant dur et en jouant dur chaque seconde ».
Le 1er août 2017, il accepte de céder son numéro 20 au rookie Markelle Fultz. Le 1er novembre 2017, les Sixers prolongent Luwawu-Cabarrot jusqu'en 2019.

### Thunder d'Oklahoma City (2018-2019)
Le 19 juillet 2018, il est envoyé au Thunder d'Oklahoma City. Le 1er novembre 2018, le Thunder décide de ne pas activer son option d'équipe sur la quatrième année du contrat de Luwawu-Cabarrot, ce qui le laisse libre à la fin de la saison 2018-2019. Après huit matches de saison régulière, il n'est rentré en jeu que 4 minutes et 51 secondes. Barré par Paul George, Terrance Ferguson et Alex Abrines, ses apparitions sur le terrain sont rares.

### Bulls de Chicago (2019)
N'ayant joué que très peu avec le Thunder, il est envoyé, le 1er février 2019, aux Bulls de Chicago.

### Nets de Brooklyn (2019-2021)
Le 24 octobre 2019, il signe un contrat two-way pour la saison en cours avec les Nets de Brooklyn. Il commence la saison 2019-2020 en G-League chez les Nets de Long Island ; en 10 matches, il a des moyennes de 19,5 points, 6,1 rebonds et 3 passes décisives en 33,2 minutes par match.
L'équipe des Nets est diminuée par les blessures de plusieurs titulaires et le 16 janvier 2020, son contrat est converti en un contrat de 10 jours. Il obtient un second contrat de 10 jours et le 7 février 2020, il signe un nouveau contrat sur plusieurs saisons (pour lequel uniquement la fin de la saison en cours est garantie),.

### Hawks d'Atlanta (2021-2022)
En septembre 2021, Timothé Luwawu-Cabarrot rejoint les Hawks d'Atlanta avec lesquels il signe un contrat d'une saison non garantie. Quelques semaines plus tard, son contrat est confirmé en contrat garanti pour l'intégralité de la saison.
Le 25 septembre 2022, il est invité au camp d'entraînement des Suns de Phoenix pour tenter de décrocher un nouveau contrat en NBA, mais n'est pas conservé dans l'effectif pour la saison régulière.

### Olimpia Milan (2022-2023)
Le 19 novembre 2022, il retourne en Europe et signe avec l'Olimpia Milan, club évoluant en Euroligue,.
Le 14 avril 2023, il quitte le club.

### ASVEL Lyon-Villeurbanne (2023-2024)
Le 3 août 2023, Timothé Luwawu Cabarrot rejoint l’ASVEL Lyon-Villeurbanne, club qualifié pour l'Euroligue.

### Saski Baskonia (depuis 2024)
En juin 2024, Luwawu Cabarrot s'engage pour deux saisons avec le Saski Baskonia, club de première division espagnole qui participe à l'Euroligue.

## Palmarès

### Sélection nationale
- Médaille d’argent au Championnat d'Europe 2022 en Allemagne.
- Médaille d’argent aux Jeux olympiques en 2021.

Il est sélectionné pour le Championnat d'Europe U20 masculin en 2014 et 2015. Il termine respectivement 8e et 4e.

### En club
- Vainqueur de la coupe de Serbie en 2016 avec le KK Mega Leks.
- Vainqueur de la Leaders Cup de Pro B 2015 avec l'Olympique d'Antibes.
- Champion de France de deuxième division 2012-2013 avec l'Olympique d'Antibes.

### Distinction personnelle
- Chevalier de l'ordre national du Mérite (décret du 8 septembre 2021)[28]

## Statistiques

### Statistiques en Pro A
| Saison    | Équipe  | Matchs | Titul. | Min./m | % Tir | % 3pts | % LF  | Rbds/m. | Pass/m. | Int/m. | Ctr/m. | Pts/m. |
| --------- | ------- | ------ | ------ | ------ | ----- | ------ | ----- | ------- | ------- | ------ | ------ | ------ |
| 2012-2013 | Antibes | 2      | 0      | 3,0    | 100,0 | 0,0    | 100,0 | 1,50    | 0,00    | 0,00   | 0,00   | 2,00   |
| 2013-2014 | Antibes | 4      | 0      | 5,8    | 25,0  | 0,0    | 100,0 | 0,75    | 0,75    | 0,25   | 0,00   | 1,50   |
| 2014-2015 | Antibes | 42     | 22     | 19,9   | 39,9  | 28,7   | 76,3  | 2,52    | 1,60    | 1,10   | 0,10   | 7,14   |

### Statistiques àMega Leks
| Saison               | Équipe    | Matchs | Titul. | Min./m | % Tir | % 3pts | % LF | Rbds/m. | Pass/m. | Int/m. | Ctr/m. | Pts/m. |
| -------------------- | --------- | ------ | ------ | ------ | ----- | ------ | ---- | ------- | ------- | ------ | ------ | ------ |
| 2015-2016 (Liga ABA) | Mega Leks | 28     | 28     | 31,1   | 39,8  | 37,2   | 69,0 | 4,79    | 2,75    | 1,68   | 0,36   | 14,64  |
| 2015-2016 (KLS)      | Mega Leks | 5      | 4      | 24,8   | 43,1  | 25,0   | 73,1 | 3,60    | 2,80    | 1,60   | 0,00   | 13,60  |

### Statistiques en NBA

#### Saison régulière
Statistiques en saison régulière de Timothé Luwawu-Cabarrot 
| Saison    | Équipe        | Matchs | Titul. | Min./m | % Tir | % 3pts | % LF | Rbds/m. | Pass/m. | Int/m. | Ctr/m. | Pts/m. |
| --------- | ------------- | ------ | ------ | ------ | ----- | ------ | ---- | ------- | ------- | ------ | ------ | ------ |
| 2016–2017 | Philadelphie  | 69     | 19     | 17,2   | 40,2  | 31,1   | 85,4 | 2,16    | 1,09    | 0,46   | 0,14   | 6,45   |
| 2017-2018 | Philadelphie  | 52     | 7      | 15,5   | 37,5  | 33,5   | 79,3 | 1,38    | 1,04    | 0,23   | 0,10   | 5,75   |
| 2018-2019 | Oklahoma City | 21     | 1      | 5,8    | 30,2  | 22,7   | 66,7 | 0,86    | 0,19    | 0,19   | 0,05   | 1,67   |
| 2018-2019 | Chicago       | 29     | 6      | 18,8   | 39,4  | 33,0   | 77,1 | 2,72    | 0,76    | 0,52   | 0,24   | 6,76   |
| 2019-2020 | Brooklyn      | 47     | 2      | 18,1   | 43,5  | 38,8   | 85,2 | 2,70    | 0,62    | 0,38   | 0,15   | 7,77   |
| 2020-2021 | Brooklyn      | 58     | 7      | 18,1   | 36,5  | 31,4   | 81,4 | 2,22    | 1,19    | 0,57   | 0,10   | 6,38   |
| 2021-2022 | Atlanta       | 52     | 18     | 13,2   | 39,8  | 36,1   | 85,4 | 1,60    | 0,80    | 0,30   | 0,10   | 4,40   |
| Total     | Total         | 328    | 60     | 16,0   | 39,1  | 33,5   | 82,9 | 2,08    | 0,92    | 0,30   | 0,13   | 5,90   |

#### Playoffs
Statistiques en playoffs de Timothé Luwawu-Cabarrot 
| Saison | Équipe   | Matchs | Titul. | Min./m | % Tir | % 3pts | % LF | Rbds/m. | Pass/m. | Int/m. | Ctr/m. | Pts/m. |
| ------ | -------- | ------ | ------ | ------ | ----- | ------ | ---- | ------- | ------- | ------ | ------ | ------ |
| 2020   | Brooklyn | 4      | 3      | 32,8   | 33,9  | 33,3   | 91,7 | 3,75    | 1,50    | 0,75   | 0,00   | 16,00  |
| 2021   | Brooklyn | 7      | 0      | 3,5    | 30,0  | 33,3   | 0,0  | 0,43    | 0,29    | 0,00   | 0,00   | 1,14   |
| Total  | Total    | 11     | 3      | 14,2   | 33,3  | 33,3   | 91,7 | 1,64    | 0,73    | 0,27   | 0,00   | 6,55   |

## Records sur une rencontre en NBA
Les records personnels de Timothé Luwawu-Cabarrot en NBA sont les suivants, :
| Type de statistique        | Saison régulière | Saison régulière            | Saison régulière | Playoffs | Playoffs             | Playoffs     |
| Type de statistique        | Record           | Adversaire                  | Date             | Record   | Adversaire           | Date         |
| -------------------------- | ---------------- | --------------------------- | ---------------- | -------- | -------------------- | ------------ |
| Points                     | 26               | @ Bucks de Milwaukee        | 4 août 2020      | 26       | @ Raptors de Toronto | 17 août 2020 |
| Paniers marqués            | 8                | 5 fois                      | 5 fois           | 9        | @ Raptors de Toronto | 17 août 2020 |
| Paniers tentés             | 18               | @ Timberwolves du Minnesota | 6 décembre 2021  | 18       | Raptors de Toronto   | 21 août 2020 |
| Paniers à 3 points réussis | 7                | @ Timberwolves du Minnesota | 6 décembre 2021  | 6        | @ Raptors de Toronto | 17 août 2020 |
| Paniers à 3 points tentés  | 14               | @ Timberwolves du Minnesota | 6 décembre 2021  | 11       | Raptors de Toronto   | 21 août 2020 |
| Lancers francs réussis     | 7                | @ Rockets de Houston        | 30 octobre 2017  | 5        | Raptors de Toronto   | 23 août 2020 |
| Lancers francs tentés      | 7                | 2 fois                      | 2 fois           | 5        | Raptors de Toronto   | 23 août 2020 |
| Rebonds offensifs          | 5                | @ Celtics de Boston         | 3 mars 2020      | 1        | Raptors de Toronto   | 23 août 2020 |
| Rebonds défensifs          | 8                | Raptors de Toronto          | 30 mars 2019     | 7        | @ Raptors de Toronto | 17 août 2020 |
| Rebonds totaux             | 10               | Raptors de Toronto          | 30 mars 2019     | 7        | @ Raptors de Toronto | 17 août 2020 |
| Passes décisives           | 5                | @ Thunder d'Oklahoma City   | 28 janvier 2018  | 3        | Raptors de Toronto   | 21 août 2020 |
| Interceptions              | 4                | Bucks de Milwaukee          | 8 avril 2017     | 2        | Raptors de Toronto   | 23 août 2020 |
| Contres                    | 2                | 2 fois                      | 2 fois           | -        | -                    | -            |
| Balles perdues             | 5                | @ Hawks d'Atlanta           | 21 janvier 2017  | 4        | Raptors de Toronto   | 23 août 2020 |
| Minutes jouées             | 43               | @ Cavaliers de Cleveland    | 31 mars 2017     | 36       | @ Raptors de Toronto | 19 août 2020 |

- Double-double : 1
- Triple-double : 0

Dernière mise à jour : 17 août 2022